# アメリカバク
アメリカバク（Tapirus terrestris）は、奇蹄目バク科バク属に分類されるバク。別名ブラジルバク。バク属の模式種。

## 分布
アルゼンチン、エクアドル、ガイアナ、コロンビア、スリナム、パラグアイ、ブラジル、仏領ギアナ、ベネズエラ、ペルー、ボリビア

## 形態
体長オス204センチメートル、メス221センチメートル。肩高77 - 108センチメートル。体重150 - 250キログラム。全身は短い体毛で被われる。咽の体毛は淡褐色。頚部の毛はやや鬣状に伸長する。
出産直後の幼獣は体重3.2 - 5.8キログラム。幼獣は全身濃褐色の体毛に白い縦縞が入る。

## 分類
以下の亜種の分類は、Padilla & Dowler (1994)・Grubb (2005) に従う。
Tapirus terrestris terrestris (Linnaeus, 1758)
ガイアナ、スリナム、ブラジル、仏領ギアナ。模式産地はブラジル（ペルナンブーコ州）。
Tapirus terrestris aenigmaticus Gray, 1872
エクアドル東部、コロンビア東部、ペルー北東部。模式産地はエクアドル。有効名とされるaenigmaticusはT. leucogenysの幼獣とされた標本に基づき記載されており、T. leucogenys（ヤマバクと同種と考えられている）のシノニムとする説もある。
Tapirus terrestris colombianus Hershkovitz, 1954
コロンビア北部
Tapirus terrestris spegazzinii Ameghino, 1909
アルゼンチン北東部、パラグアイ、ブラジル南東部、ボリビア東部。模式産地はアルゼンチン。
アマゾニア西部には本種より小型で毛色が黒い個体群がいることが知られており、2013年にアマゾナス州南部を模式産地とするカボマニバクTapirus kabomaniが記載されている。一方で2016年にはカボマニバクがアメリカバクの内群に含まれるという分子系統解析の結果に基づき、カボマニバクをアメリカバクの新参異名とする説も提唱されている。また2013年に記載されたTapirus pygmaeusをT. kabomaniの古参異名とする意見もあり、これは2024年に動物命名法国際審議会の意見書で認められている。

## 生態
水辺の森林や湿地に生息する。種小名 terrestris は「大地の」の意。群れは形成せず、単独もしくはペアで生活する。木などに尿を噴きつけ縄張りを主張する。夜行性で、昼間は茂みの中などで休む。水浴びを好み泳ぎや潜水も上手く、5分以上水中に潜ることができる。
食性は植物食で、草、木の葉、小枝、樹皮、果実、水草などを食べる。捕食者はジャガー・ピューマ・ワニなどが挙げられる。外敵に襲われると水や藪の中へ逃げ込む。
繁殖様式は胎生。発情周期は50 - 80日で、発情期間は48時間。周年繁殖し、妊娠期間は335 - 439日。1回に1頭の幼獣を産む。授乳期間は生後6 - 8か月。メスは生後2 - 3年で性成熟する。飼育下での寿命は35年。

## 人間との関係
生息地では食用にされることもあり、皮は紐や鞭として利用された。
森林伐採による生息地の破壊、家畜との競合、食用の狩猟などにより生息数は減少している。

## 画像

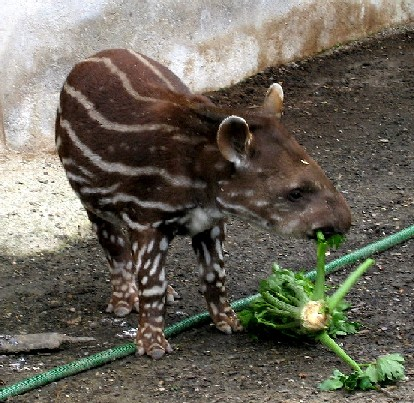
幼獣